# Baku Boulevard
Baku Boulevard (offizieller Name: Primorskij Bulvar) ist ein Boulevard in Baku an der Küste des Kaspischen Meeres.
Seit dem 29. Dezember 1998 ist er Nationalpark.

## Geschichte
1909 beschloss die Duma der Stadt Baku den Bau des Boulevards und beauftragte den Ingenieur Mammad Hasan Hacinski mit der Ausführung sowie den Ingenieur Kazimir Skurevich und den Architekten Adolf Eikhler. Sie ließen einen Grünstreifen zwischen der Küste und der II Alexander Straße (heutiger Neftçilər Prospekti) anlegen. Seit zwei Jahren werden hier seltene Pflanzenarten aus anderen Regionen Aserbaidschans und aus Europa angepflanzt.
1970 wurde der Boulevard restauriert und auf eine Länge von 3,7 Kilometern in östlicher und westlicher Richtung erweitert.
Ein weiteres Projekt auf dem Boulevard ist das „Klein-Venedig“ des Architekten und Vorsitzenden des Stadtrates von Baku, Alish Lembarkansi. Der Plan entstand bei seinem Italienaufenthalt 1960.

## Renovierungsarbeiten
Nach den Renovierungen der Boulevard von der Küste bis zum Meer 555 m lang sein, mit einer Breite von 22 m. Die Höhe über dem Meer wird 2,4 m und die Fläche wird 34.673 m² betragen.

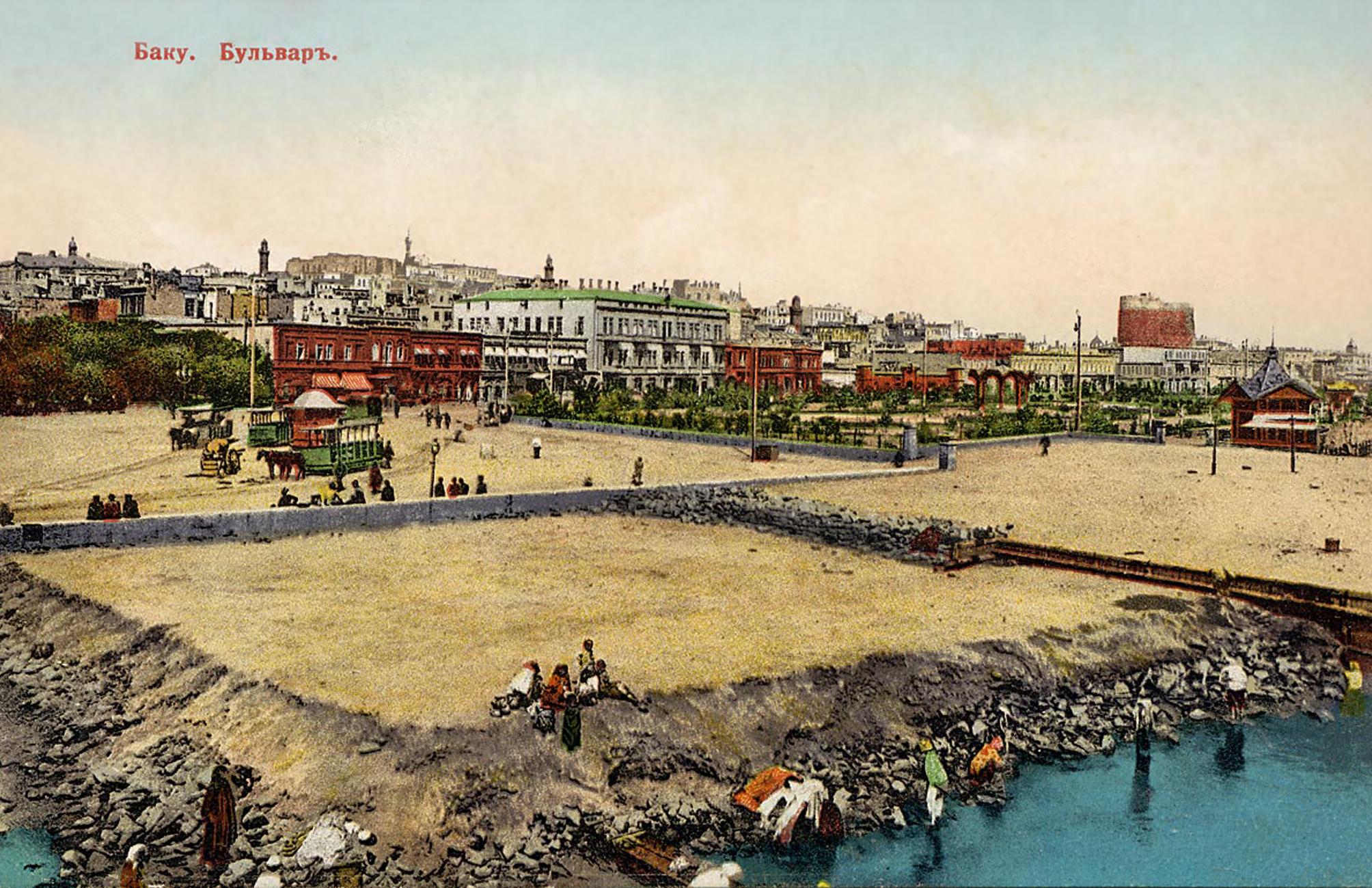
Umgestaltung des Boulevard, Anfang des 20. Jahrhunderts
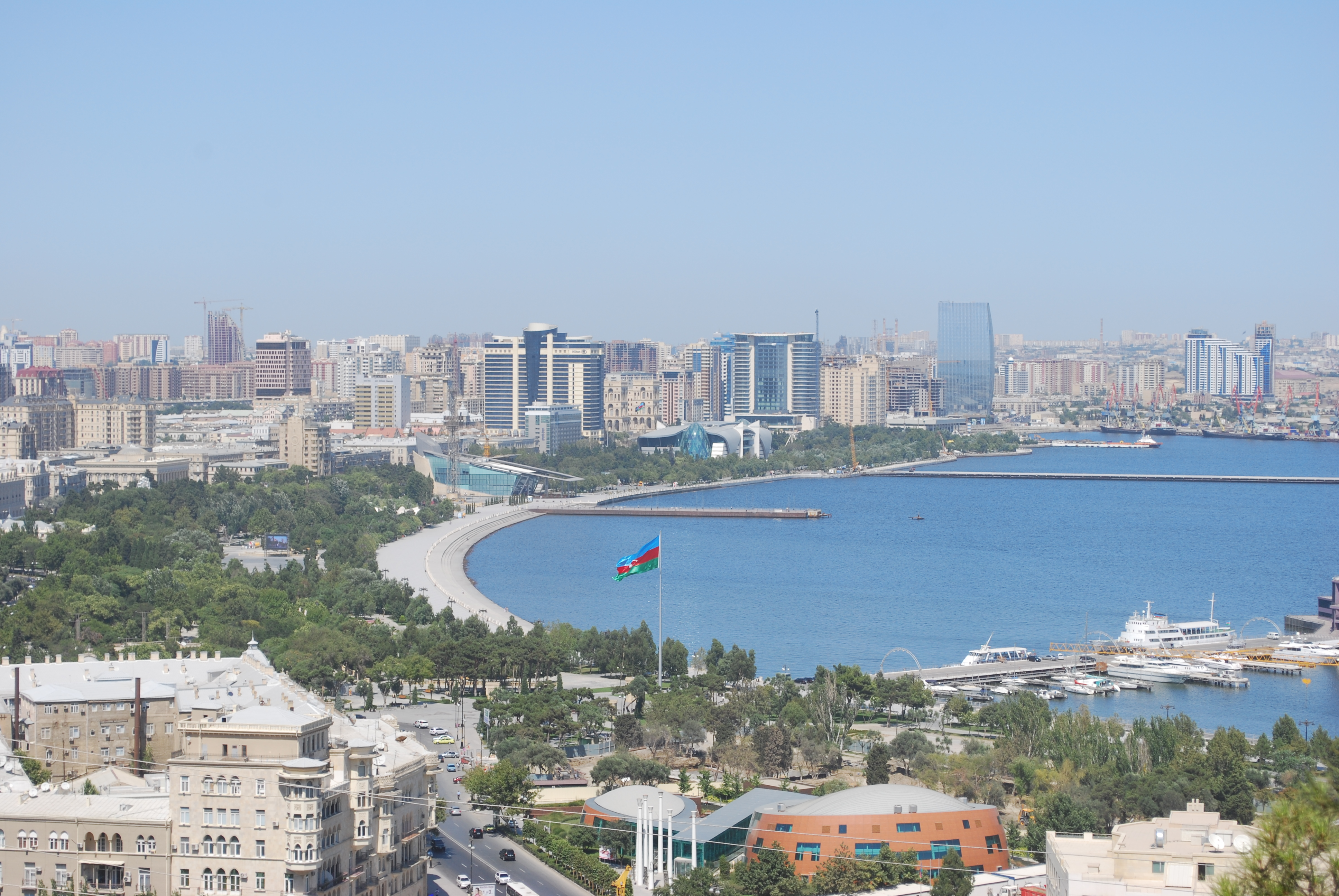
Der Boulevard vor der Skyline von Baku
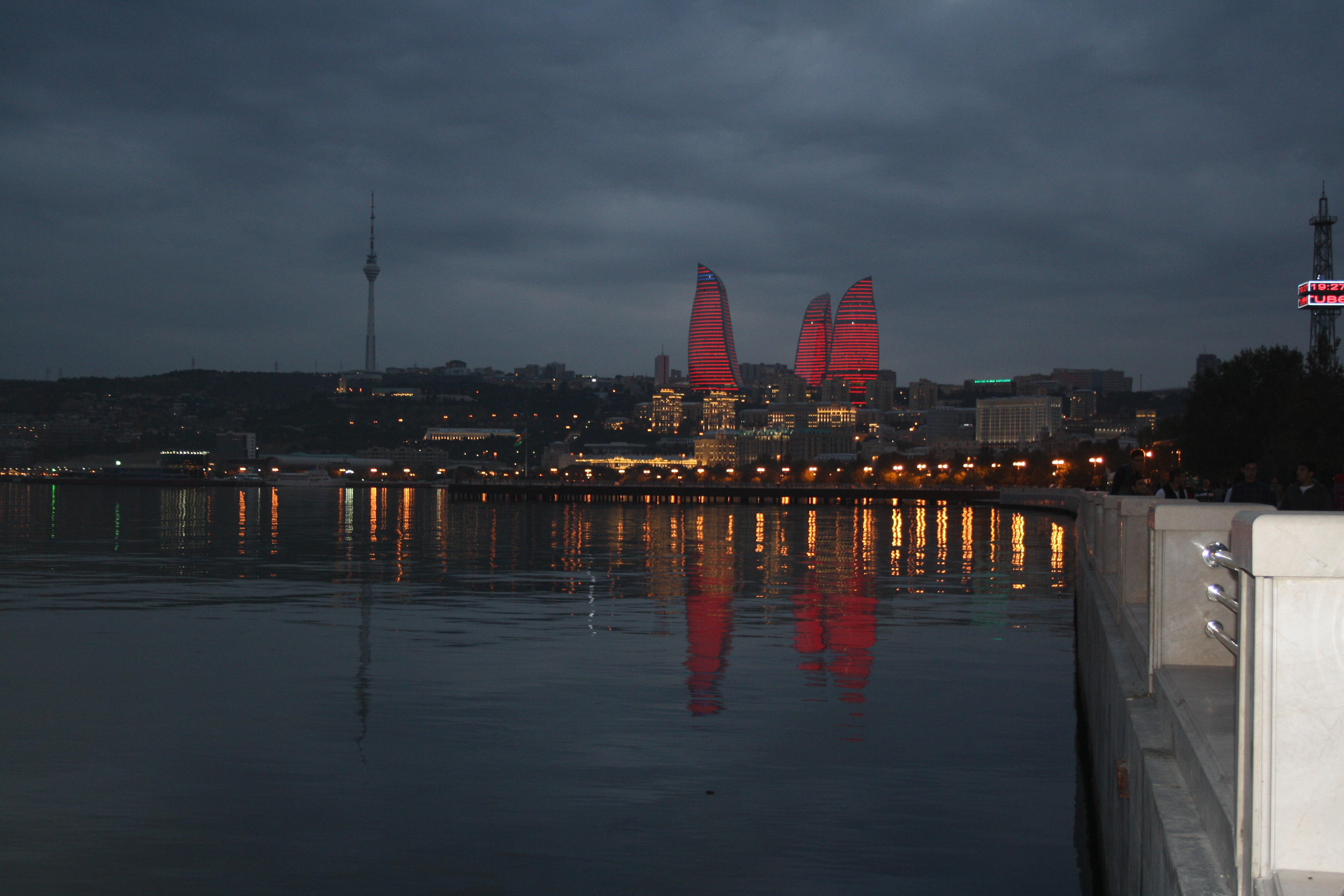
Die Flame Towers am Baku Boulevard
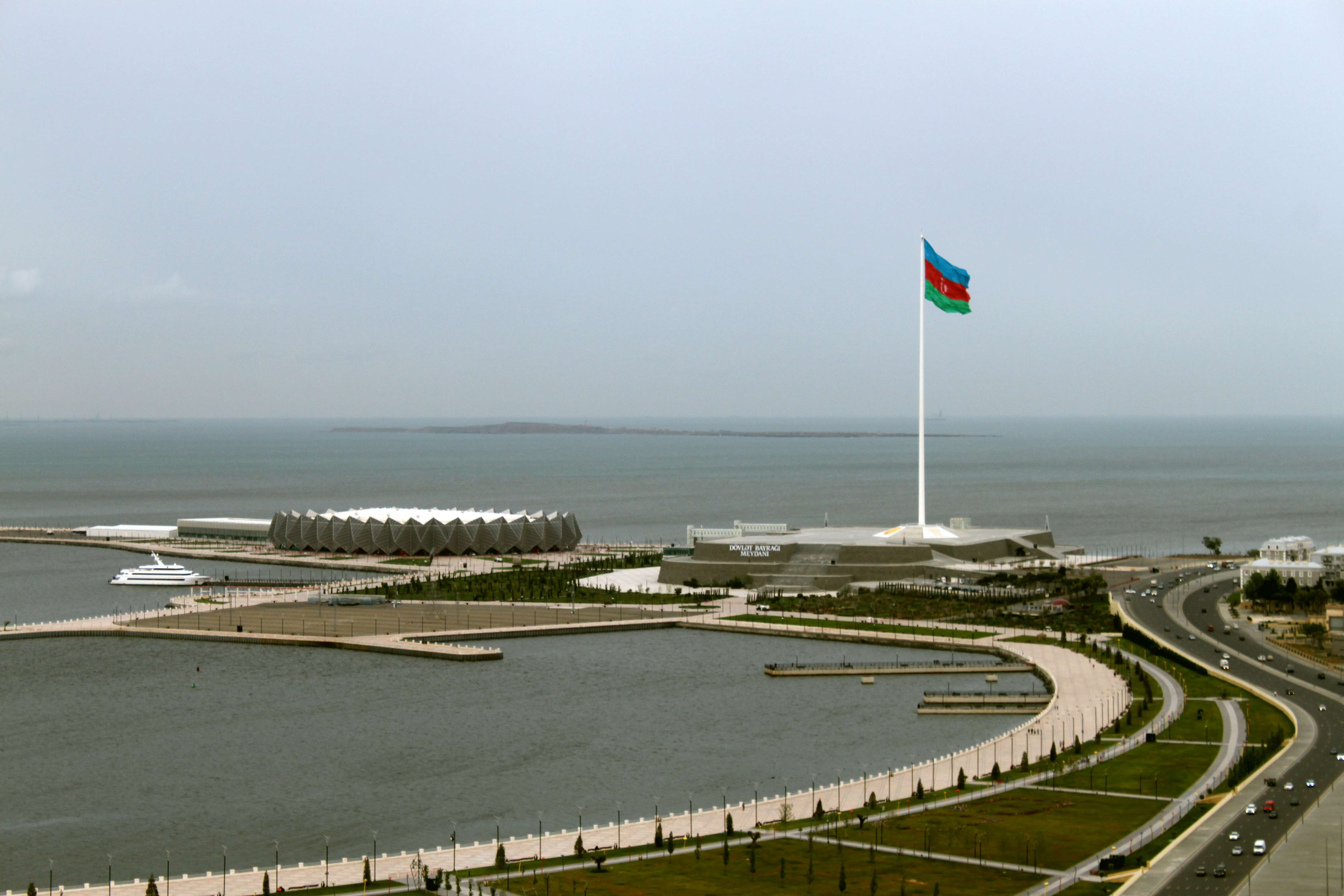
Der Flag Square mit der Crystal Hall am Baku Boulevard
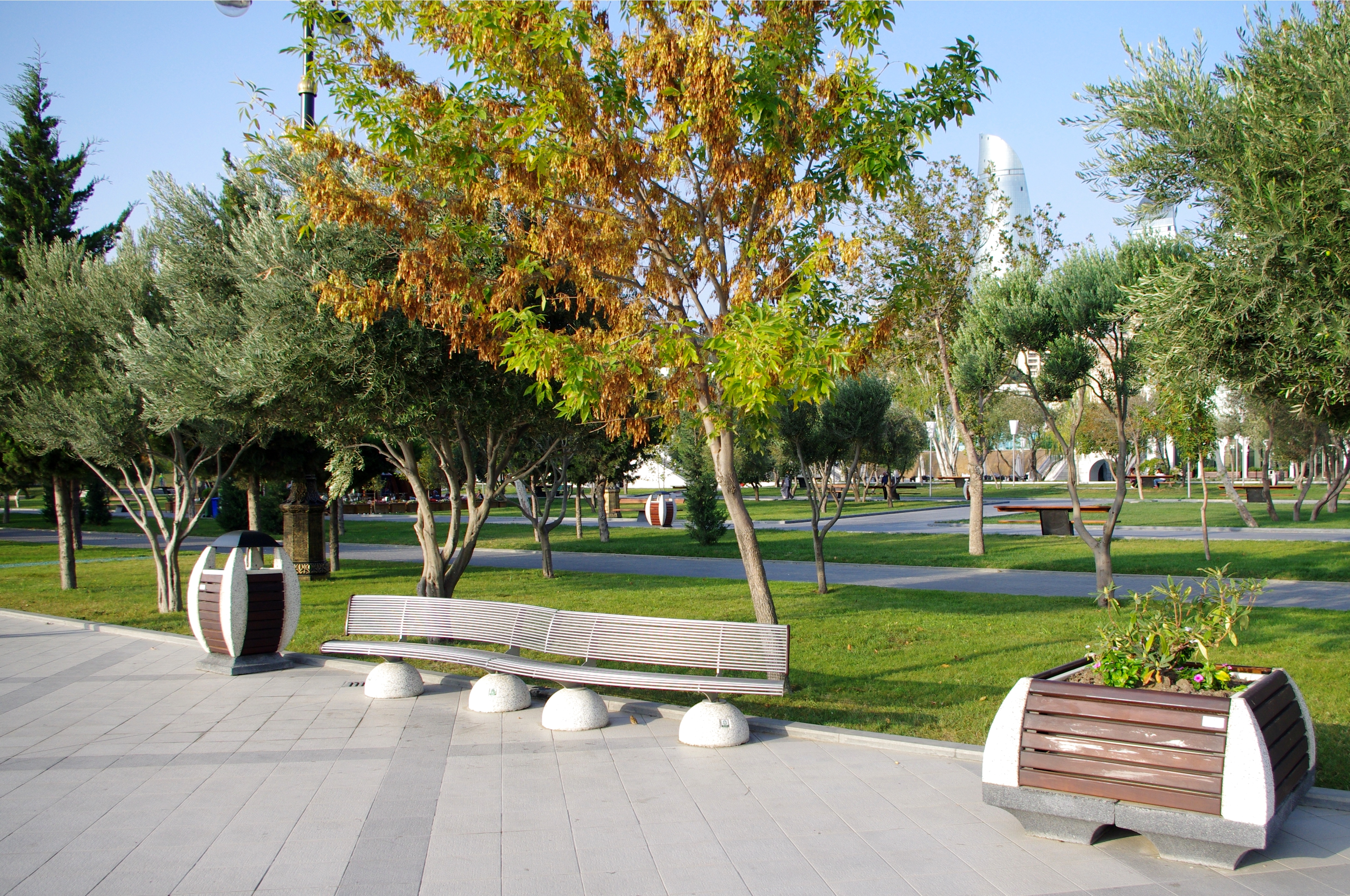
Exotische Bäume am Baku Boulevard
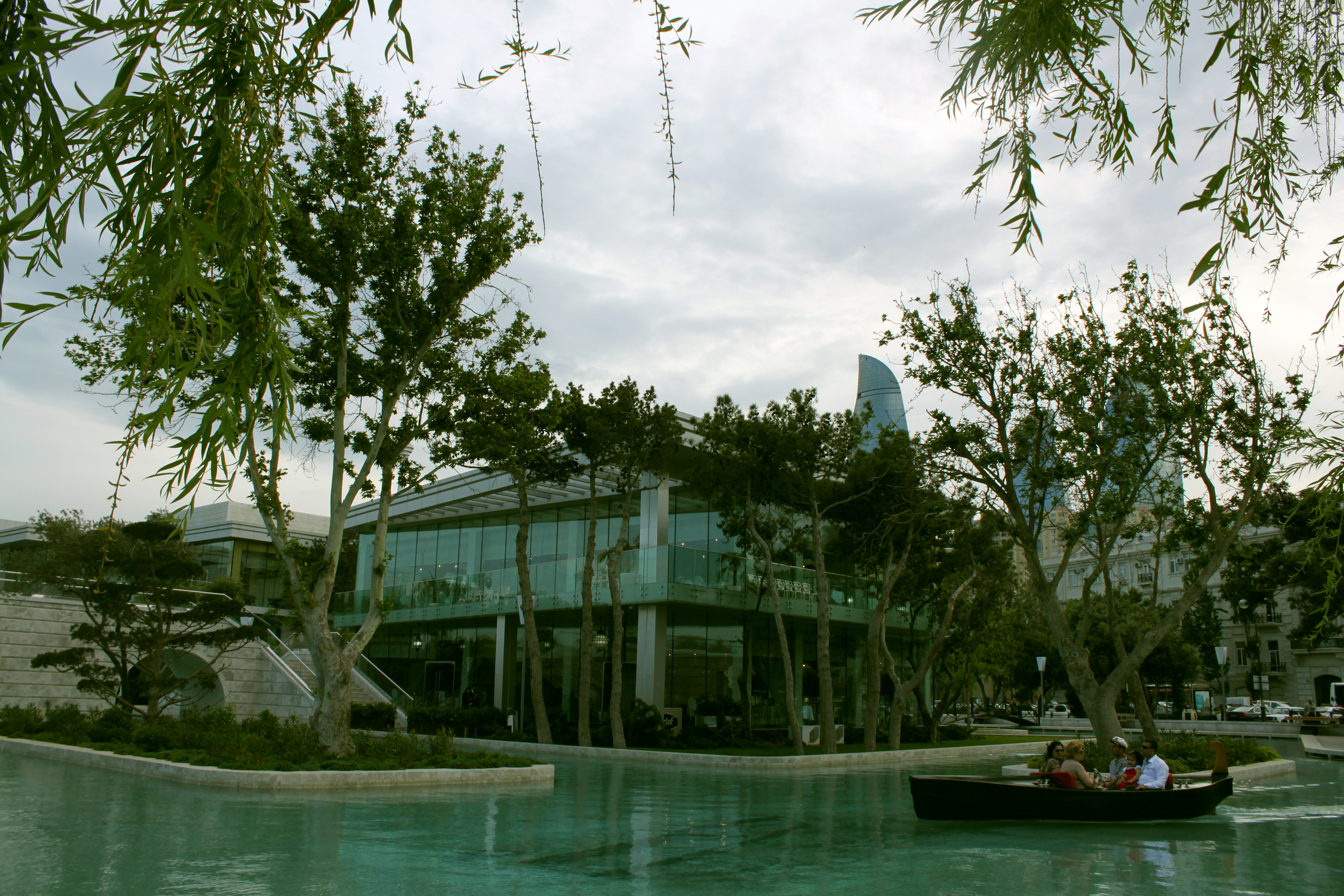
Klein Venedig

## Sehenswürdigkeiten
2010 wurde an dieser Promenade ein mehrstöckiges Einkaufszentrum Park Bulvar, das Baku Business Center und das 5D Kino eröffnet.
2014 wurde das 60 Meter hohe Baku Riesenrad im neuen Abschnitt des Boulevards eröffnet.
Im neuen Abschnitt des Boulevards wurde 2016 Bakus erstes Open-Air-Kino eröffnet.
Außerdem wurden im Jahr 2015 die Eröffnungsfeierlichkeiten des Water Sports Palace und des White City Boulevard abgehalten.

## Museen

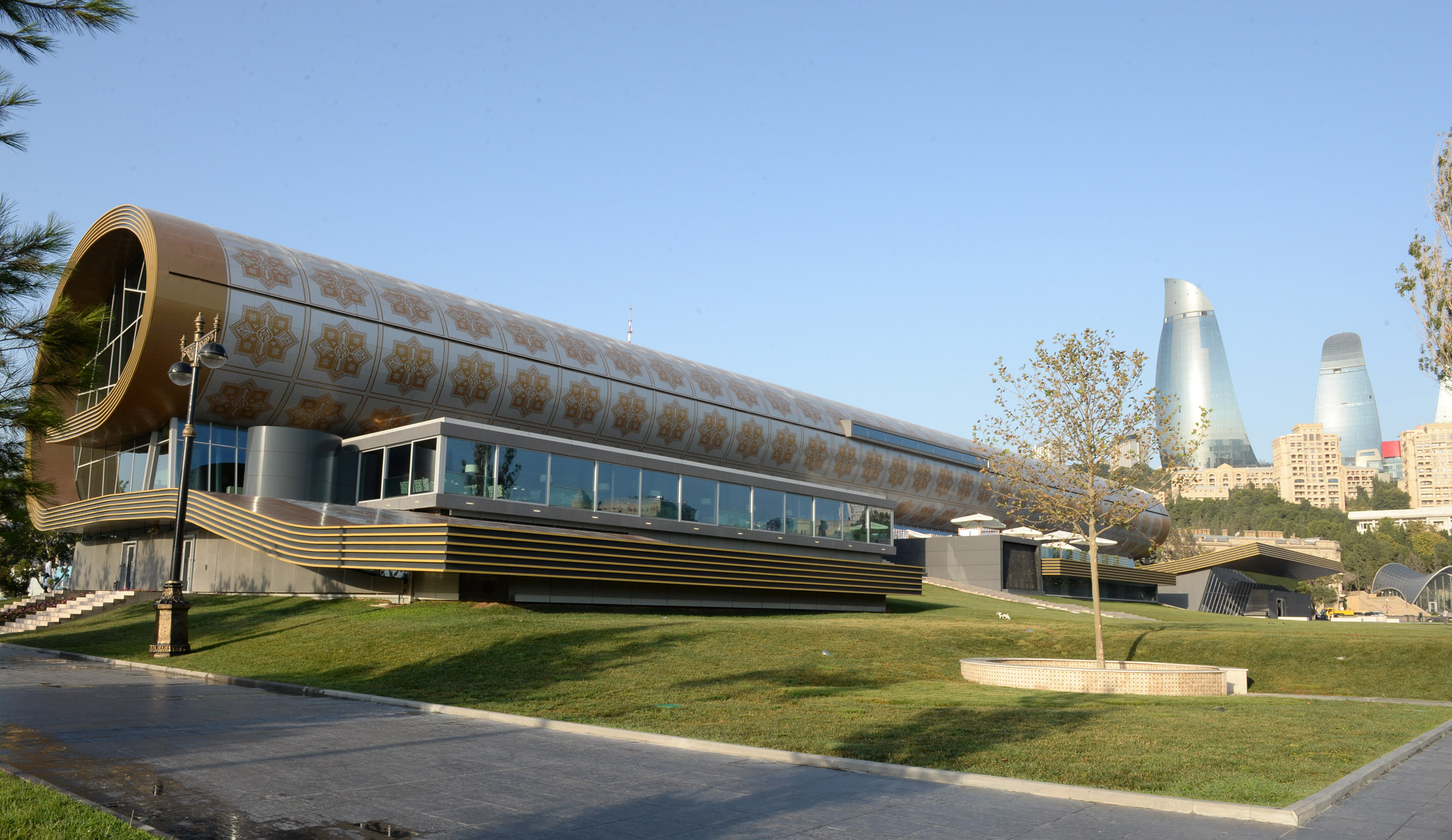
Das Teppichmuseum im Jahr 2014

Am Baku Boulevard befinden sich eine Reihe von Kunstmuseen und Ausstellungshallen.

### Teppichmuseum
2014 wurde das neue Gebäude des aserbaidschanischen Teppichmuseums am Boulevard eröffnet. Die Sammlung wurde 1967 zunächst in der Juma-Moschee untergebracht und 1992 in das ehemalige Lenin-Museum verlagert. Der des Neubaus, der einem aufgerollten Teppich ähnelt, stammt von dem österreichischen Architekten Franz Janz vom Architekturbüro Hoffmann Janz. Das Museum ist auf die aserbaidschanische Teppichkunst spezialisiert und hat sich zu einem Forschungszentrum für Geschichte und Technologie des Teppichs entwickelt. Es umfasst (Stand 2014) eine breit gefächerte Sammlung von 13.300 Exponaten, darunter Metallarbeiten, Kleidung, Keramik, Glas, Holz- und Papierarbeiten, Schmuck, Bücher sowie eine umfangreiche Sammlung von Fotografien. Neben einer Dauerausstellung und Wechselausstellungen bietet das Museum Fachsymposien.

### YaratZentrum für zeitgenössische Kunst
Das Zentrum für zeitgenössische Kunst befindet sich in einem repräsentativen Gebäude mit Blick auf das Kaspische Meer und diente ehemals der aserbaidschanischen Marine als Basis. Heute wird aktuelle, zeitgenössische Kunst in wechselnden Ausstellungen gezeigt. Außerdem bietet das Yarat ein Artist in Residence-Programm.

### Museum of Azerbaijani Painting of the XX-XXI Centuries
Das Museum liegt in unmittelbarer Nähe des Yarat, wurde von der Haydar-Aliyev-Stiftung gegründet und 2015 eingeweiht. Gezeigt werden Werke aserbaidschanischer Maler
aus staatlichen Sammlungen, der National Picture Gallery und des Museum of Modern Art in Baku.

### Stone Chronicle Museum
Das Stone Chronicle Museum wurde 2015 von der Heydar-Aliyev-Stiftung gegründet. Das Museum ist in einem ehemaligen, 1921 erbauten Elektrizitätswerk, das die Ölfelder Bakus mit Strom versorgte, untergebracht. Gezeigt werden u. a. archäologische Funde aus Gobustan und Qala, Grabmonumente, Epigraphik.